# Arecibo
Arecibo é um município de Porto Rico fundado em 1616. Fica a 80 km da capital San Juan. Tem uma extensão territorial de 443,46 km² e sua população de acordo com o censo de 2000 era de 100,131 habitantes. A cidade é conhecida por ter tido em seu território o Radiotelescópio de Arecibo.

## Bairros
| - Arecibo Pueblo - Arenalejos - Arrozal - Cambalache - Carreras - Cotto - Domingo Ruiz - Dominguito | - Esperanza - Factor - Garrochales - Hato Abajo - Hato Arriba - Hato Viejo | - Islote - Miraflores - Río Arriba - Sabana Hoyos - Santana - Tanamá |

## Etimologia
Na ribeira do rio que os índios chamavam Abacoa, existia uma aldeia indígena governada por um cacique chamado Arasibo o Arecibo.

## Dados básicos
- O município tem 101.331 residentes.
- Gentílico: arecibenho.

### Coordenadas
- Latitude: 18º 28' 27" N
- Longitude: 066º 42' 57" O
- Altitude: 2 m

## História
No Ano 1515, Sancho Velázquez, que tinha chegado à ilha, designado juiz de residência pelo Secretário do Rei da Espanha e a cargo dos assuntos das Índias, Lope de Conchillo, lhe entregou em encomenda para o cacique Arasibo e os 200 índios e naborias. Na verdade, se os entrego para si mesmo, posto que ele administrava os bens de Conchillos. A parecer, os contratos eram para que realizaram obras públicas. Muitos dos índios foram mortos em pouco tempo pelo qual a ribeira do Abacoa ficou deserta. A mediados do mesmo siglo, cerca da desembocadura do rio, se mudaram vários vizinhos que se dedicaram a pesca de tartarugas e para a cria de ganhado. Fundado no 1556, foi o terceiro assentamento espanhol na ilha, embora tenha sido fundado oficialmente como cidade pela Coroa em 1616.

Situação de Arecibo.

A memoria de Malgarejo (1582) diz que nesse lugar moravam umas dez pessoas, gente pobre que os corsários roubavam,os corsários franceses. A população cresceu com bons números, tanto que en 1616 já contava con 80 vecinos. Em 1 de maio de esse ano, o governador Felipe de Beaumont e Navarra lhe outorgou o título de povo, e se edificou a paróquia San Felipe de Arecibo. O Capitão Melgarejo lhe enviou para o Rei Felipe II uma descrição da Ilha de San Juan (San Juan era o Nome da Ilha e Porto Rico era como se conhecia a capital naquela época) aparece o seguinte:
Salvador Brau fez a seguinte descrição: "para os anos 1533 ao 1556 ficaram acrescentar-se os arredores nas margens baixos do rio Abacoa, oséase a Ribeira de Arecibo, donde a granjearia de vacas e porcos se auxiliavam com a pesqueira de tartarugas".
Para o ano 1616, quando era governador da ilha o Capitão Don Felipe de Beaumont e Navarra, a aldeia da Ribeira do Arecibo, e quando contava com 80 famílias e vizinhos, foi elevada oficialmente para a categoria de povo, e o seu nome foi alterado por San Felipe Apóstol.
Para o 1702, Espanha estava em uma guerra com a Inglaterra. A 5 de Agosto daquele ano, frente a população, dois navios inglesas tiraram para a água dois navios de desembarco que tinha uns quarenta homens com o propósito de tomar a sua população, então só protegida por uns 30 milicianos com cavalos. O tenente da guerra e chefe das milícias Antonio de los Reyes Correa convoco seus forcas e fiz uma emboscada para os ingleses que tinham desembarcado, os ataco e rechaço, foi até dentro do mar. No combate foram mortos 22 ingleses; lhes ocuparam, uma lancha e muitas armas. Os defensores só sofreram uma morte e três feridos. Reyes Correa foi condecorado com a medalha da Real Efígie e ascendido à capitão de infantaria. Então Arecibo se chamava Villa del Capitán Correa.
A 14 de Janeiro do ano 1778, por A Real cédula, se concedia essa população o título de Villa (aldeia), ainda não foi até o ano 1802 que não foi integrada como tal. Dentro do território da aldeia de San Felipe Apóstol (Arecibo) tinha as regiões de Manatí, Utuado e a Tuna. A Tuna se subdividiu mais tarde para se formar os municípios de Camuy, Quebradillas e San Antonio (Isabela). O atual município de Hatillo continuava sendo parte do município de Arecibo. Os recentes municípios de Barceloneta e Florida eram da região que tinham sido do município de Manatí. Em 1850, Arecibo, por Decreto Real, se lhe outorgou o título de Muy Leal.
A 19 de junho de 1831 se formaram sete departamentos em Porto Rico. Arecibo agora é a maior cabeceira do segundo departamento constituído por a Villa de Arecibo, Manatí, Ciales, Adjuntas, Barros (Orocovis), Utuado, Camuy, Hatillo e Quebradillas. Naquele ano, Hatillo já tinha se convertido em um município independente, mas os ainda existentes municípios de Barceloneta e Florida eram da região municipal de Manatí. Jayuya era da região municipal de Utuado.
Diz Don Pedro Tomás de Córdoba,que Arecibo estava computo, para aqueles dias, por os bairros Pueblo(Povo),Hato Grande ou Camuy, Cuatro Calles(Quatro Ruas) (Tanamá), Hato Viejo(Hato Velho),Fáctor,Santana, Alza-Rabo (Cambalache), Burrada (Islote), pêro antes desta data para o ano 1804, Arecibo, estava constituídos por issos bairros embora de Domingo Ruiz, Miraflores e Jagual. Isso últimos três tinham desaparecido para o 1831. Mais tarde o bairro Hato Grande ou Camuy se subdividiu para se formar os bairros Hato Arriba, Hato Abajo(Hato Abaixo) e o município de Hatillo.
Ubeda e Delgado, no seu livro titulado Historia de Porto Rico, diz que para o ano 1878 o município tinha se subdividido nos bairros Arecibo Pueblo, Tanamá, Hato Viejo, Rio Arriba, Arenalejos, Santana, Fáctor, Cambalache, Hato Abajo e Hato Arriba, reaparecendo os bairros Domingo Ruiz Santana e se formando os bairros de Sabana Hoyos, Carreras, Dominguito e Garrochales. Depois de uns anos se formou o bairro Esperanza da parte do bairro de Dominguito.
No o ano 1899, Pode apreciar-se  por o censo populacional tomado naquele ano, organização política de Arecibo foi completamente a mesma que para 1878 com a inclusão do bairro Arrozal, e continuo até o ano 1937 e os bairros ruralizados de Tanamá, Miramar e San Luis foram formados para ser parte de Arecibo Pueblo.
No ano 1948, a zona urbana do Município de Arecibo, Arecibo Pueblo, foi ampliado os bairros urbanos de Jareales, que foi formado de partes do Barrio Rural de Cambalache e El Vigía que foi formado de partes del Barrio Rural de Islote. Nesta data, Arecibo ficou composta do seguinte modo: Arecibo Pueblo, hoje cidade de Arecibo (zona urbana) se forma dos  bairros urbanos La Monserrate, San Felipe, De la Cruz, Del Rosario (que foram formados antes do 1778); Miramar, San Luis (fundidos em 1937) Jariales, El Vigía (añadidos en el 1948) e tal se vê que o bairro urbano Tanamá o Cuatro Calles passo se chamar Buenos Aires.
Arecibo também é muito conhecida como a Villa Del Capitán Correa por o heroísmo porto-riquenho Antonio de los Reyes Correa quem, como membro da Armada, defendeu Arecibo de um ataque britânico em 5 de agosto de 1702. Arecibo se encontra na costa norte da ilha a uns 80 km ao oeste de San Juan. Nas proximidades de Arecibo se encontrava observatório astronômico de Arecibo, que já foi o maior radiotelescópio do mundo.

## Pessoas ilustres
- María Cadilla de Martínez — Ela nasceu no 1886. Poetisa e escritora, ela se consagro para o estudo do folclore nas obras como A poesia Popular de Porto Rico, A Campesina de Porto Rico, Costumes e tradições da minha terra e Cantos e jogos infantis de Porto Rico. Faleceu em 1951.
- Luisa Capetillo — Ela nasceu para o ano de 1880. Anarco-sindicalista e escritora de ideias muito avançadas para a época que ela morou. Foi parte Federação Livre de Trabalhadores e cultivou o ensaio, o conto e o drama. Morreu no ano 1922.
- Cayetano Coll e Toste — Nasceu em 1850. Historiador oficial de P.R. De 1912 a 1930. O seu boletim histórico de Porto Rico, obra que foram 14 volumes, é um aporte fundamental para ao historiografia porto-riquenha que foi publicado 1914 e 1927.
- José Gómez Brioso — O seu nascimento foi no 1885, embora alguns de o seus biógrafos dizem que o seu nascimento foi em San Juan. Este médico, educador e político presidio a comissão autonomista que viajo para Madrid no ano de 1897 para fusionar o Partido Autonomista Puertorriqueño com o Partido Fusionista Español de Sagasta. Faleceu em 1930.
- Francisco Gonzalo Marín — Conhecido também como Pachín Marín, nasceu no 1863. Poeta e mártir da independência de Cuba, ele se uniu para a Junta Revolucionaria Cubana em Nova York, onde fez amizade com José Martí. Com a morte de seu irmão Wenceslao foi lutar em Cuba. Morreu em 1897 na Ilha de Turiguanó, ao norte de Camagüey.
- René Márquez — Nasceu em 1919. Prolífico escritor que destaco como dramaturgo, contista, novelista e ensaísta. Seus dramas mais conhecidos são La carreta e Los soles trucos e Mariana, também como o livro de contos Uma cidade chamada San Juan, as novelas La víspera del hombre e La mirada, e o ensaio El puertorriqueño dócil. Ele morreu em 1979.
- Antonio de los Reyes Correa ("El Capitán Correa") — Nasceu na segunda metade do século XVII. Sua heroicidade durante o ataque inglês à Aldeia de Arecibo em 1702 lhe valeu com que a Coroa Espanhola o condecorasse com a medalha da Real Efigie e o ascendera à capitão. Por ele a cidade de Arecibo se conhece como la "Villa de Capitán Correa". Faleceu no ano de 1758.
- Victor Rojas — Nasceu no o século XIX. Heroína popular, marino profissional;conta a história que salvou vários náufragos, pelo que foi condecorado por Espanha e Inglaterra. Morreu louco, na prisão.
- Manuel Zeno Gandía — Nasceu no ano de 1855. Médico, político, Jornalista e novelista. Criticou duramente a sociedade de seu tempo em o ciclo de novelas chamado Cronicas de um mundo enfermo, composto por "La Charca", "Garduña" e "Redentores". Morreu no ano de 1930.